# آكلوت
آكلوت (بالإنجليزية: Akhlut)‏، في الفلكلور الإسكموي (مضیق بهرنغ وألاسكا والقطب الشمالي)، هو حوت قاتل قادر على التحول، فيتحول إلى ذئب على البر، ويعرف من آثاره التي يتركها من البحر إلى البر وبالعكس.

## انظر أَيضًا
- أفيلايوك
- بئر الجحيم
- إنويت
- أباسي
- أدليت
- أدلايفون
- أهكيني
- آي توجون